# St. Felizitas (Bobingen)

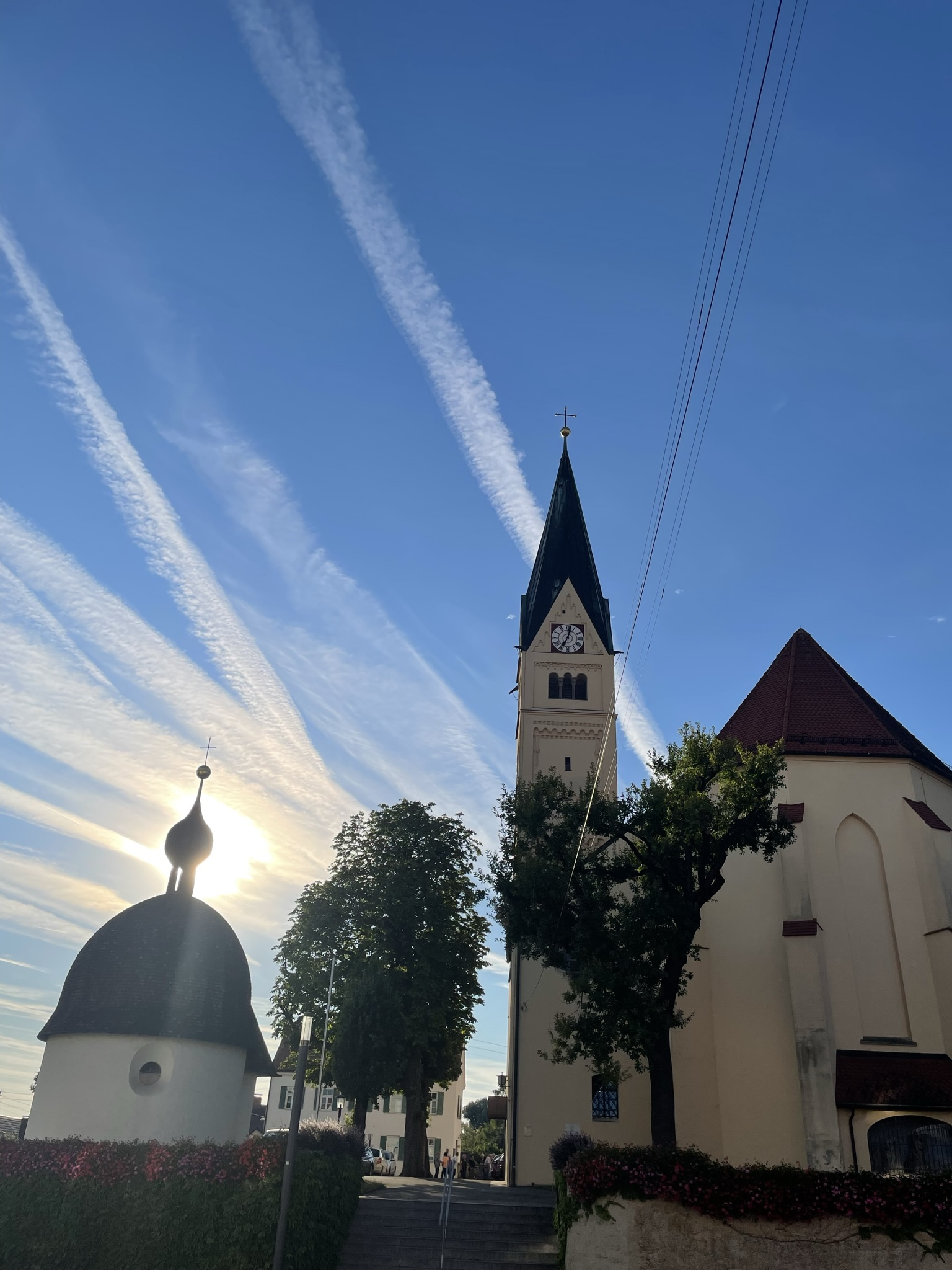
St.-Felizitas-Pfarrkirche mit Friedenskapelle in Bobingen

Die denkmalgeschützte Kirche St. Felizitas ist die römisch-katholische Stadtpfarrkirche von Bobingen und der Pfarreiengemeinschaft Bobingen (Bistum Augsburg).

## Geschichte
Die Pfarrei zählt zu den Urpfarreien des fränkischen Kirchensystems. Ursprünglich war Maria die Patronin der Pfarrei, das Patrozinium wurde aber auf die heilige Felicitas geändert, möglicherweise durch Bischof Ulrich († 973), belegt ab 1468.
Eine Urkunde aus dem Jahre 1180 bestätigt, dass die Geschichte der Bobinger Kirche mindestens bis 1090 zurückreicht. Das heutige Kirchengebäude wurde im 13. Jahrhundert im romanischen Stile errichtet und im 15. Jahrhundert im gotischen Stile vergrößert. Diese Baumaßnahme bestand aus einer Verbreiterung nach Norden, einer Erhöhung des Langhauses, dem Anbau des Chores nach Osten und der Erhöhung des Kirchturmes. Die Innenausstattung wurde im 18. Jahrhundert barockisiert und im 19. Jahrhundert regotisiert. Bei den großen Innenrenovierungen zwischen 1941 und 1946 erhielt das Kircheninnere unter dem damaligen Stadtpfarrer Oskar Müller seine jetzigen neobarocken Altäre. Die letzte Restaurierung des Kirchenäußeren fand zwischen 2000 und 2001 statt.
Das Patrozinium ist am 23. November, dem Festtag der heiligen Felizitas.

## Ausstattung

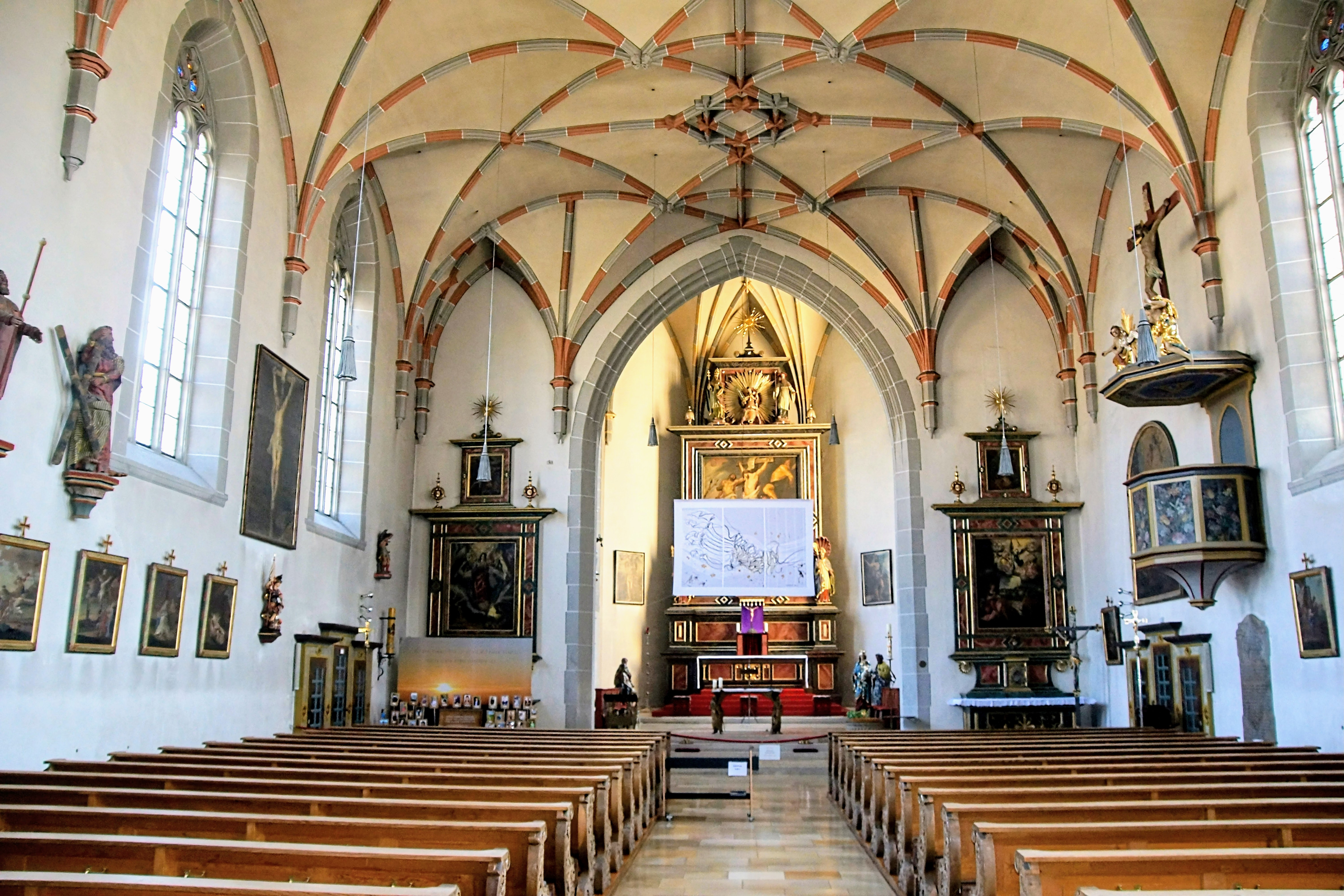
Innenansicht

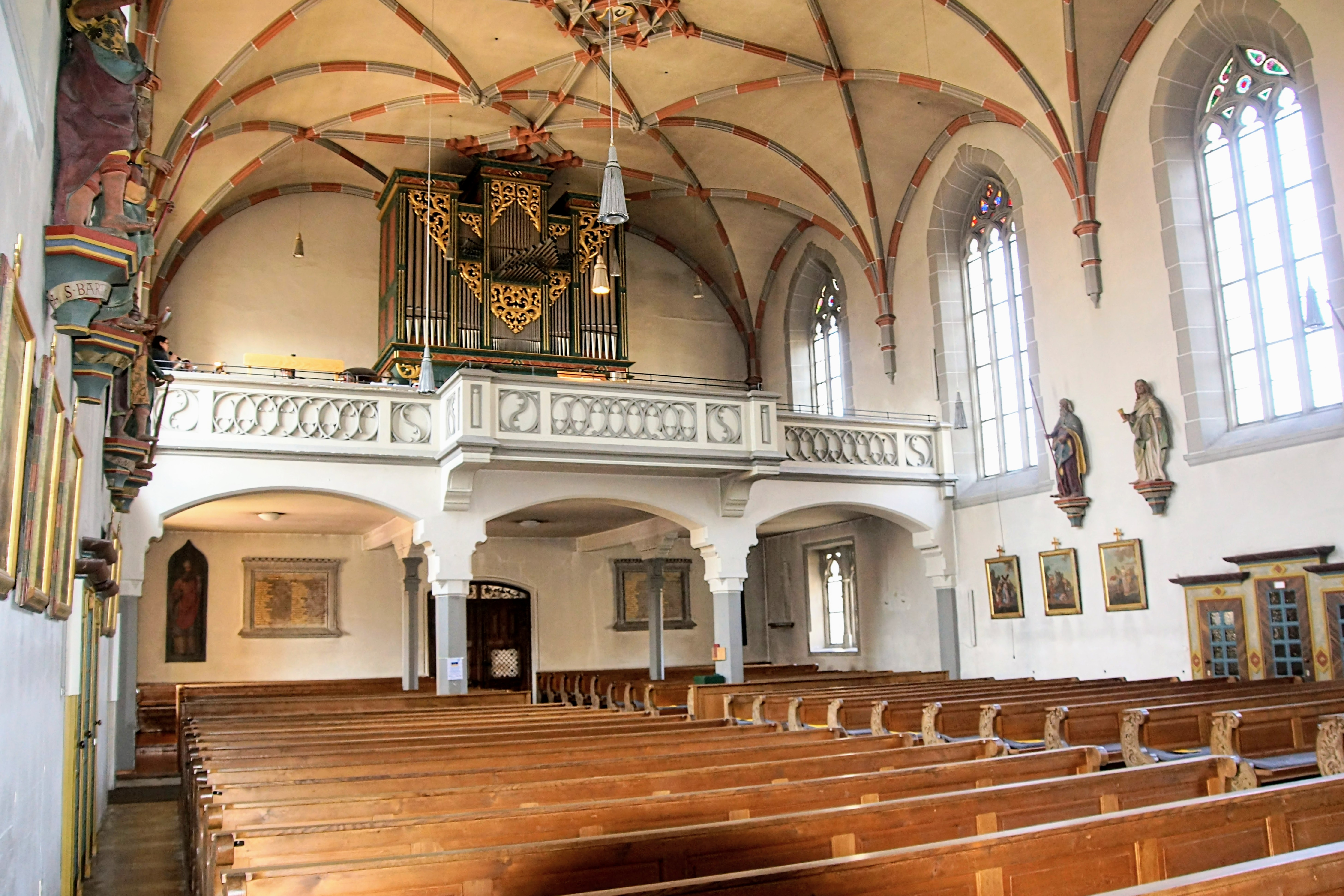
Blick zur Orgel

### Altäre
Der neue Hochaltar stammt vom Münchner Bildhauer Hans Miller. Das Altarbild zeigt das Gemälde „Jesu Lanzenstich“, eine durch August Kröninger angefertigte Kopie nach Peter Paul Rubens für die Franziskanerkirche in Antwerpen. Erhalten sind auch fünf alte Barockfiguren: die vier lateinischen Kirchenväter sowie die Patronin St. Felizitas. Die Blumenverzierungen der Tabernakel (Hochaltar und Seitenaltäre) wurden von der Münchner Künstlerin Paula Preissinger gestaltet. Das Altarbild des rechten Seitenaltars ist eine Kopie des Gemäldes des heiligen Wendelin von Peter Candid in der Mindelheimer Pfarrkirche, ebenfalls von August Kröninger. Das Altarbild des linken Seitenaltars zeigt Maria als Mater Romana im Stil einer El-Greco-Madonna, gemalt von Toni Roth. Der Volksaltar, der Ambo, der Osterleuchter und der Ständer für das ewige Licht wurden vom Münchner Bildhauer Klaus Backmund am Anfang der 1980er Jahre gestaltet. Die Weihe des Volksaltares mit Reliquien des heiligen Maximilian Kolbe und des heiligen Vinzenz von Paul erfolgte durch den Augsburger Erzbischof Dr. Josef Stimpfle am 17. Juni 1982.

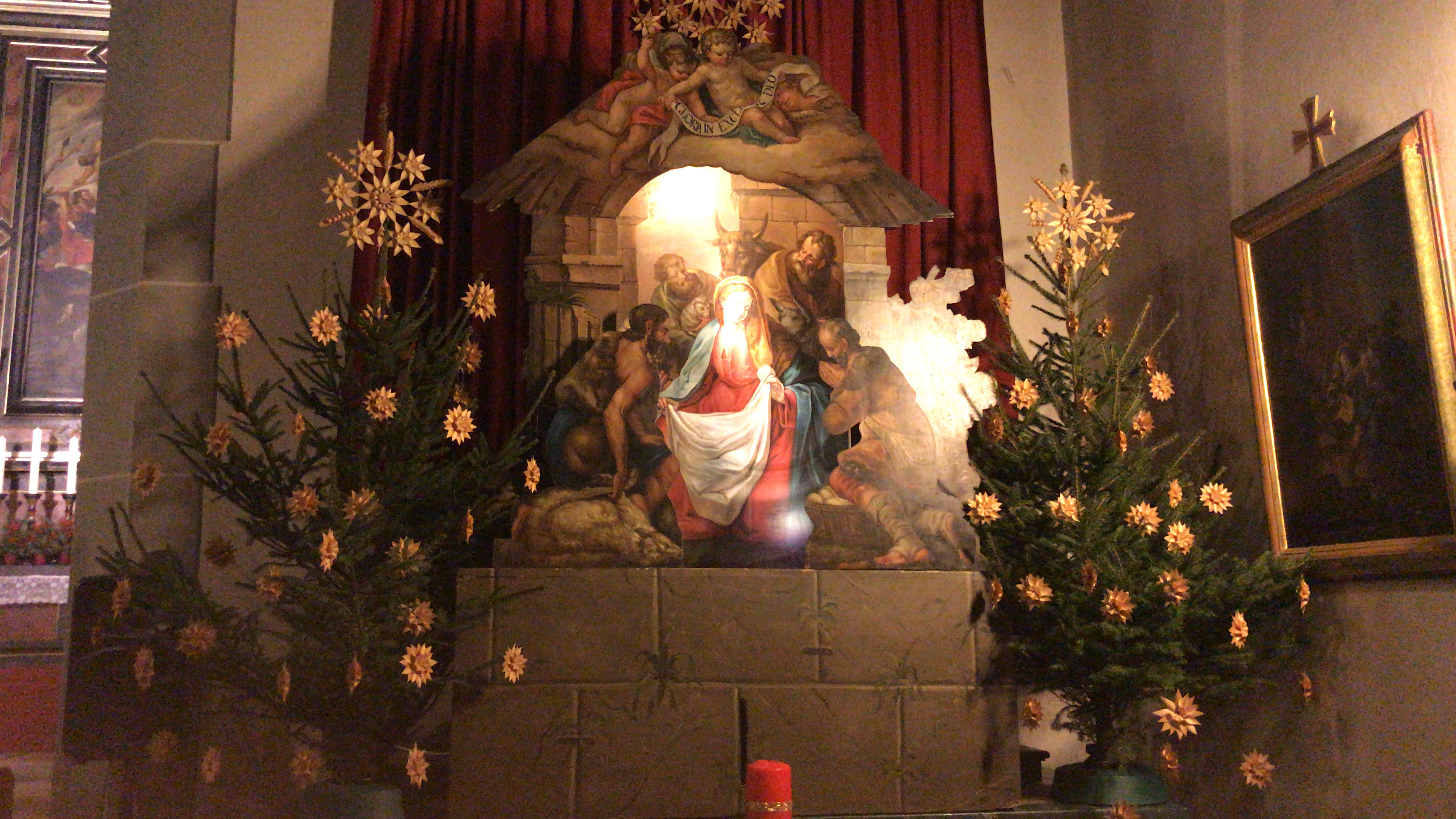
Barockkrippe

### Krippe
In der Kirche wird jedes Jahr zur Weihnachtszeit am rechten Seitenaltar eine Barockkrippe aufgestellt. Die Bobinger Krippe ist in der Zeit zwischen 1750 und 1760 entstanden. Sie wird Johann Baptist Baader, dem Lechhansl, zugeschrieben. Der Maler dieses ausdrucksstarken und farbenprächtigen Werkes war Schüler des Augsburger Akademiedirektors Johann Georg Bergmüller. Bretterkrippen, Ölmalerei auf Holz zum Auf- und Abschlagen, waren im 18. Jahrhundert sehr beliebt, wie die in ähnlicher Weise gemalten Kulissen-Heiliggräber. Leider ist das originale Christkind der Krippe verlorengegangen. Es wird, wie es wohl schon im 18. Jahrhundert war, durch ein figürliches Christkind aus Wachs, in einem Korb auf Stroh liegend, ersetzt.

### Heiliges Grab

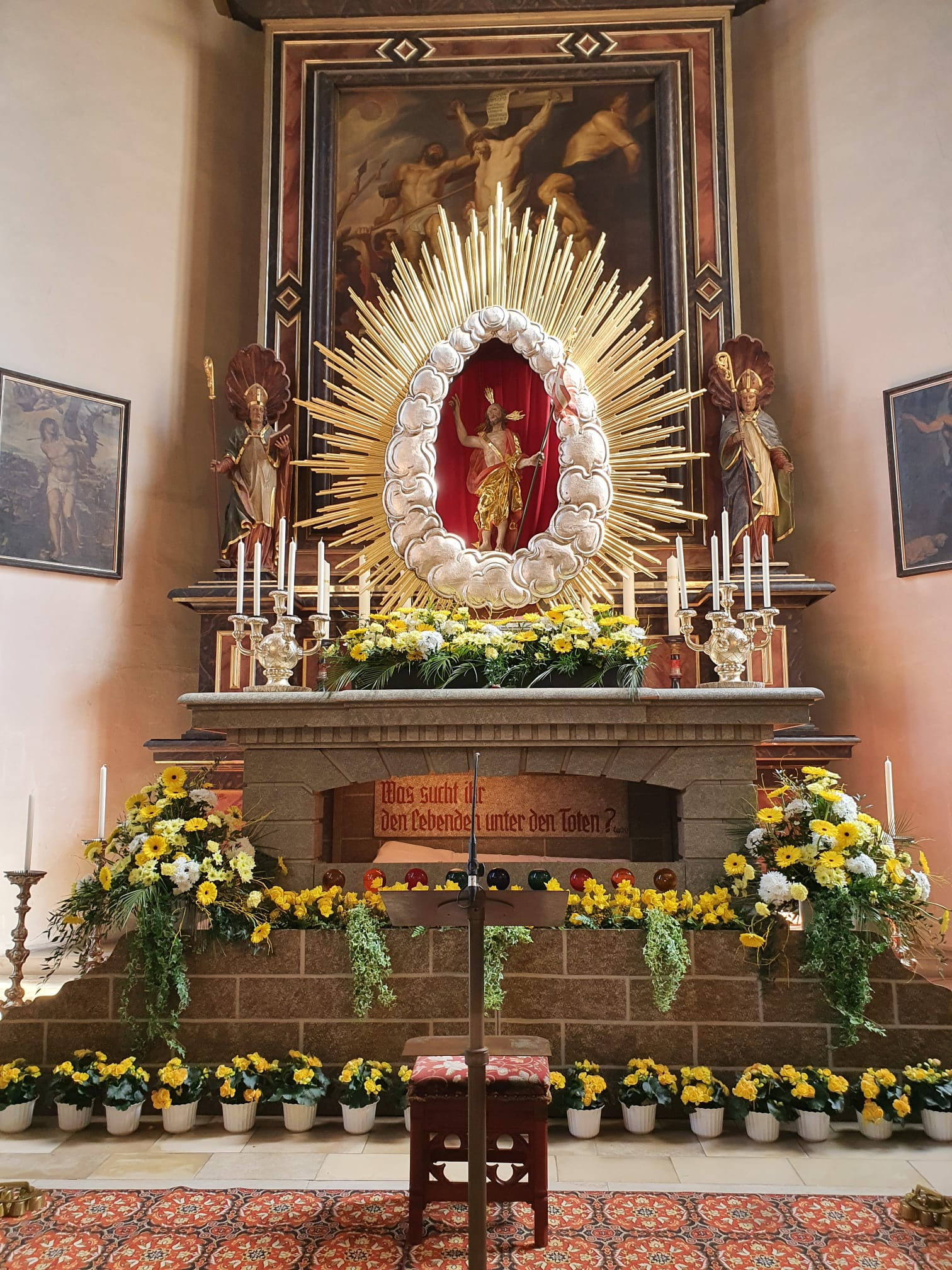
Heiliges Grab, Ostern 2022

Jedes Jahr in der Woche vor Ostern wird in der Pfarrkirche ein sogenanntes Heiliges Grab aufgestellt. Der Korpus (= Nachbildung des Leichnams Jesu) und die Figur des Auferstandenen wurden vermutlich vom Landsberger Bildhauer Lorenz Luidl gestaltet. Am Karfreitag wird nach der Feier vom Leiden und Sterben Christi das Allerheiligste in der Monstranz im Strahlenkranz über dem Heiligen Grab ausgesetzt. Ab der Osternacht steht dort die Skulptur des auferstandenen Christus.

### Sonstiges
Die auf der linken Seite im Chorraum stehende Pietà wurde ebenfalls von Lorenz Luidl gestaltet.
Als Pendant auf der rechten Seite steht eine Muttergottesfigur, welche im Nazarenerstil gefertigt wurde. Diese Figur stand bis 1934 als Ersatz für das ursprüngliche Rokokognadenbild in der Liebfrauenkirche. Dann wurde sie durch ein gewandetes sitzendes Gnadenbild ersetzt und anschließend an ihren heutigen Platz in der Pfarrkirche verbracht. Des Weiteren ziert sie auch den Maialtar.

### Orgel

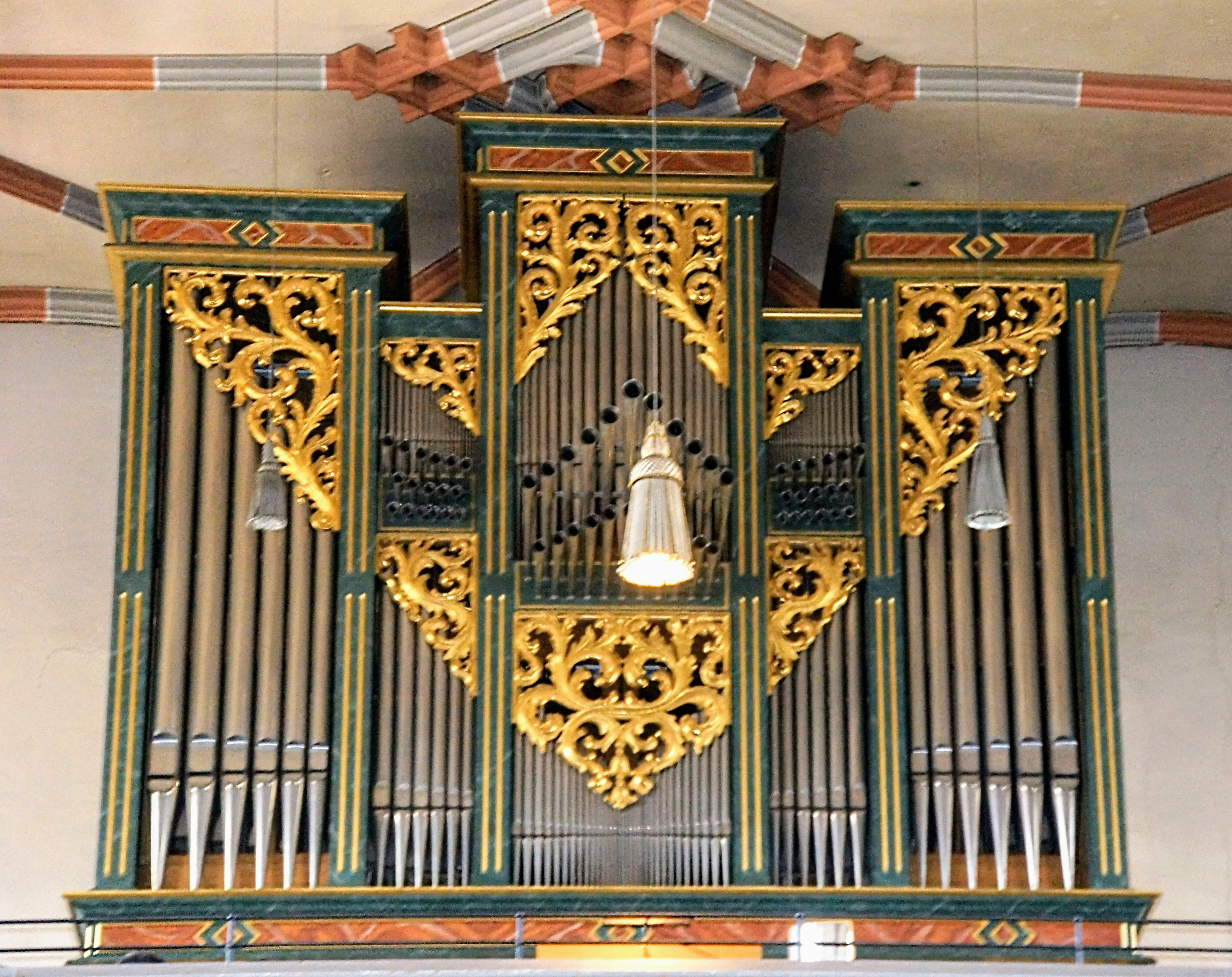
Albiez-Orgel

Die Orgel von 1984 ist eines der letzten Werke von Winfried Albiez. Sie umfasst 26 Register auf zwei Manualen und Pedal. Die Disposition lautet:
| I Hauptwerk C–g3 |            |       |
| 1.               | Pommer     | 16′   |
| 2.               | Principal  | 8′    |
| 3.               | Rohrflöte  | 8′    |
| 4.               | Octav      | 4′    |
| 5.               | Spitzflöte | 4′    |
| 6.               | Quint      | 2 ⁄3′ |
| 7.               | Superoctav | 2′    |
| 8.               | Mixtur IV  | 1 ⁄3′ |
| 9.               | Trompete   | 8′    |
| 10.              | Chamade    | 8′    |

| II Oberwerk C–g3 |                |        |
| 11.              | Gedeckt        | 8′     |
| 12.              | Principal      | 4′     |
| 13.              | Koppelflöte    | 4′     |
| 14.              | Nasat          | 2 ⁄3′  |
| 15.              | Waldflöte      | 2′     |
| 16.              | Terz           | 1 3⁄5′ |
| 17.              | Sifflöte       | 1 ⁄3′  |
| 18.              | Scharff III–IV | 1′     |
| 19.              | Cromorne       | 8′     |
|                  | Tremulant      |        |

| Pedalwerk C–f1 |                  |     |
| 20.            | Subbaß           | 16′ |
| 21.            | Octavbaß         | 8′  |
| 22.            | Gedecktbaß       | 8′  |
| 23.            | Choralflöte      | 4′  |
| 24.            | Rauschmixtur III | 2′  |
| 25.            | Posaune          | 16′ |
| 26.            | Zink             | 4′  |

- Koppeln: II/I, I/P, II/P

### Glocken
Die Kirche besitzt fünf Glocken:
- Felizitas
- Maria (gestiftet von der marianischen Jungfrauenkongregation) * * * Josef (gestiftet von der marianischen Männerkongregation)
- Sebastian (gestiftet vom bayerischen Bauernverband – Ortsgruppe Bobingen)
- Aloisius: (gestiftet vom damaligen Pfarrer Oskar Müller)

Alle Glocken wurden 1949 von Wolfart (Lauingen) gegossen, nachdem im Krieg vier der fünf Glocken zur Herstellung von Munition eingeschmolzen worden waren.
Die oben genannten Glocken tragen folgende Inschriften:
Felizitasglocke  (2150 kg, Klangton h0)
„Felizitas – Glückseligkeit – bin ich genannt.
Der Name sei eine gute Vorbedeutung für die Gemeinde.
Felizitas ruft euch, ihr Mütter und Frauen. Kommt eifrig und gern,
Holet euch Weisheit im Hause des Herrn!“
Marienglocke (1240 kg, Klangton d1)
„Der marianischen Jungfrauenkongregation von Bobingen verdanke ich meinen Guß.
Friedens- und Freudenspenderin möchte ich sein. Hör es, Gemeinde, ich mahn dich zur Pflicht:
Vergiß deines Heilands lieb Mutter nicht.“
Josephsglocke (880 kg, Klangton e1)
„Gestiftet vom Handwerk in schwerer Stund.
Fortan künde mein eherner Mund:
Gott segne das ehrsame Handwerk!
Steht tapfer im Glauben und hütet das Recht,
dies fordert St. Joseph vom Männergeschlecht.“
Sebastianglocke (620 kg, Klangton fis1)
„Ich bin gestiftet vom Bayerischen Bauernverband, Ortsgruppe Bobingen.
Alles schwerer Bauernarbeit Feindliche will ich von der lieben Gemeinde fernhalten.
Wenn Erdennot euch hart bedrängt, so fliehet nicht zum Schilfe!
Hebt euere Augen himmelwärts von dort kommt euch die Hilfe.“
Aloisiusglocke (370 kg, Klangton a1)
„Geistlicher Rat Oskar Müller stiftete mich.
In der Reinheit froher Tugend blüht und reift das Glück der Jugend.“
Läutordnung
|                                   | Felizitas | Maria | Josef | Sebastian | Aloisius |
| --------------------------------- | --------- | ----- | ----- | --------- | -------- |
| Hochfest/Te Deum                  | X         | X     | X     | X         | X        |
| Sonntag/Fest/Trauung              | X         | X     |       | X         | X        |
| Requiem                           |           | X     | X     | X         | X        |
| Werktag                           |           |       | X     | X         | X        |
| Andacht                           |           | X     | X     | X         |          |
| Taufe                             |           |       | X     | X         |          |
| Rosenkranz                        |           |       |       | X         | X        |
| Wandlung / Eucharistischer Segen  | X         |       |       |           |          |
| Wettersegen                       |           |       |       | X         |          |
| Angelus 07:00 Uhr                 |           |       |       | X         |          |
| Angelus 12:00 Uhr                 |           | X     |       |           |          |
| Angelus 18:00 Uhr                 |           |       |       | X         |          |
| Totengedenken 18:03 Uhr           |           |       |       |           | X        |
| Kriegergedenken am Volkstrauertag |           |       | X     |           |          |
| Einläuten des Sonntags/ Neujahr   | X         | X     | X     | X         | X        |

Glocke 3 schlägt die Viertelstunden
und
Glocke 2 die vollen Stunden

## Kirchhof
Bis 1927 war der gesamte Kirchhof ein katholischer Friedhof. Dieser wurde mit der Zeit zu voll und man erhielt die Genehmigung zur Weihe eines neuen städtischen Friedhofes an der heutigen Maria-Hilf-Straße.
Vor der Kirche befinden sich ein Kriegerdenkmal, ein großes Missions-Kreuz und die Friedenskapelle, welche unter Pfarrer Oskar Müller 1952 für die Opfer des Ersten und Zweiten Weltkriegs errichtet wurde.
Auf der Westseite befindet sich eine barocke Figur des gegeißelten Heilands im Kerker, die 2017 zusammen mit den beiden daneben liegenden Nischen restauriert und neu gestrichen wurde.
An der Ostseite der Kirche befindet sich eine Ölbergnische, diese zeigt die Szene, in der Jesus im Garten Getsemani betet und seine Jünger schlafen. Die Figurengruppe und der Hintergrund wurde im Jahr 2021 restauriert und erneuert.

## Pfarrer in Bobingen seit 1900
| Zeitraum  | Name                     |
| --------- | ------------------------ |
| 1881–1906 | Johann Baptist Happach   |
| 1906–1918 | Franz Servatius Holzmann |
| 1919–1932 | Alois Brugger            |
| 1932–1957 | Oskar Müller             |
| 1957–1971 | Johann Stegmann          |
| 1971–1977 | Konrad Lachenmayr        |
| 1978–1999 | Franz Schmid             |
| 1999–2010 | Albert Mahl              |
| 2011–2022 | Thomas Rauch             |
| 2022–     | Dominic Ehehalt          |